# Ludwig Karl Folliot de Crenneville
Ludwig Karl hrabě Folliot de Crenneville (francouzsky Louis Charles comte Folliot de Crennevile) (3. července 1763 Mety – 21. června 1840 Vídeň) byl francouzský šlechtic a rakouský generál. Původně byl důstojníkem francouzského královského námořnictva, po Velké francouzské revoluci emigroval a vstoupil do rakouské armády. Vyznamenal se v napoleonských válkách proti rodné Francii, podílel se také na reorganizaci rakouského námořnictva. Aktivní kariéru završil jako nejvyšší hofmistr lombardského místokrále Rainera, v roce 1831 dosáhl hodnosti generála jezdectva. Vlivného postavení v rakouské armádě a u dvora dosáhli také jeho synové Ludwig (1813–1876) a Franz (1815–1888).

## Životopis

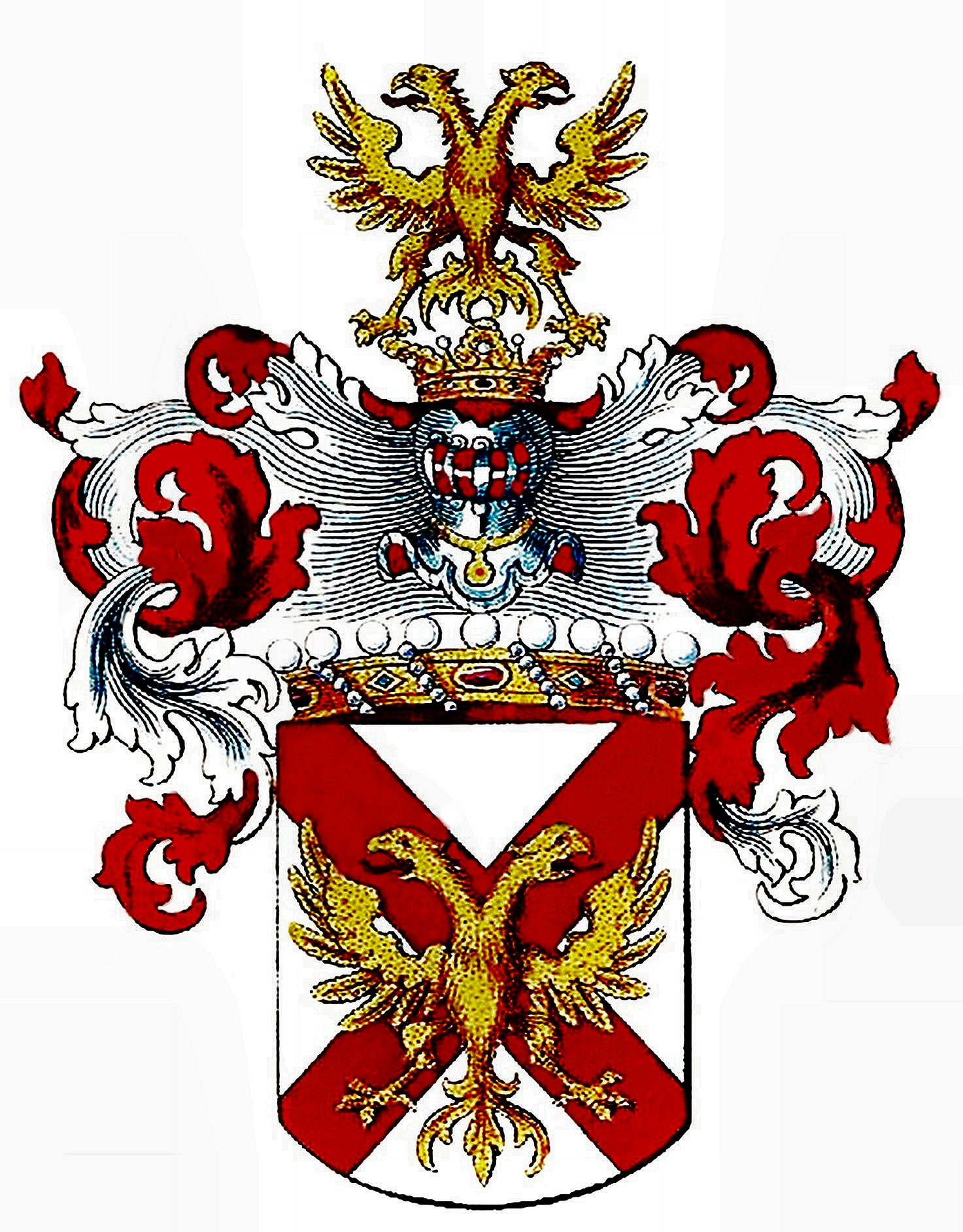
Erb rodu Folliotů

Pocházel z francouzské šlechtické rodiny, která od roku 1530 užívala hraběcí titul. Byl synem hraběte Françoise Méderica Folliota (1735–1800), generálmajora (Maréchal de camp) francouzské královské armády. Ludwig původně sloužil u královského námořnictva a v roce 1791 dosáhl hodnosti kapitána. Po vyhlášení Francouzské republiky emigroval a v roce 1793 vstoupil do rakouské armády. Již v roce 1794 byl nadporučíkem, poté rychle postupoval v hodnostech, v roce 1798 byl majorem a téhož roku byl jmenován císařským komorníkem. Zúčastnil se francouzských revolučních válek, v roce 1798 doprovázel na diplomatické misi vévodu Ferdinanda Württemberského do Petrohradu. V hodnosti majora (1798) se stal Ferdinandovým pobočníkem a v roce 1799 s ním znovu cestoval do Petrohradu. Na přelomu let 1799–1800 se zúčastnil bojů v Itálii a Německu.
V roce 1800 dosáhl hodností podplukovníka a plukovníka, od roku 1801 byl pobočníkem arcivévody Karla a díky svým předchozím zkušenostem převzal vedení námořní sekce ve Dvorské válečné radě. V roce 1805 byl v hodnosti generálmajora vyslán do Benátek, které měl bránit proti Francouzům, ještě téhož roku byl pak generálním ubytovatelem rakouské armády v Německu. Byl také pověřen diplomatickou misí do Berlína, kde měl za úkol přimět pruského krále ke spojenectví proti Napoleonovi. V letech 1806–1808 byl velitelem v Rijece, poté bojoval ve Slovinsku a jako velitel brigády krátce pobyl také v Čechách. Tažení v roce 1809 se zúčastnil jako velitel gardy v armádním sboru maršála Kolovrata.

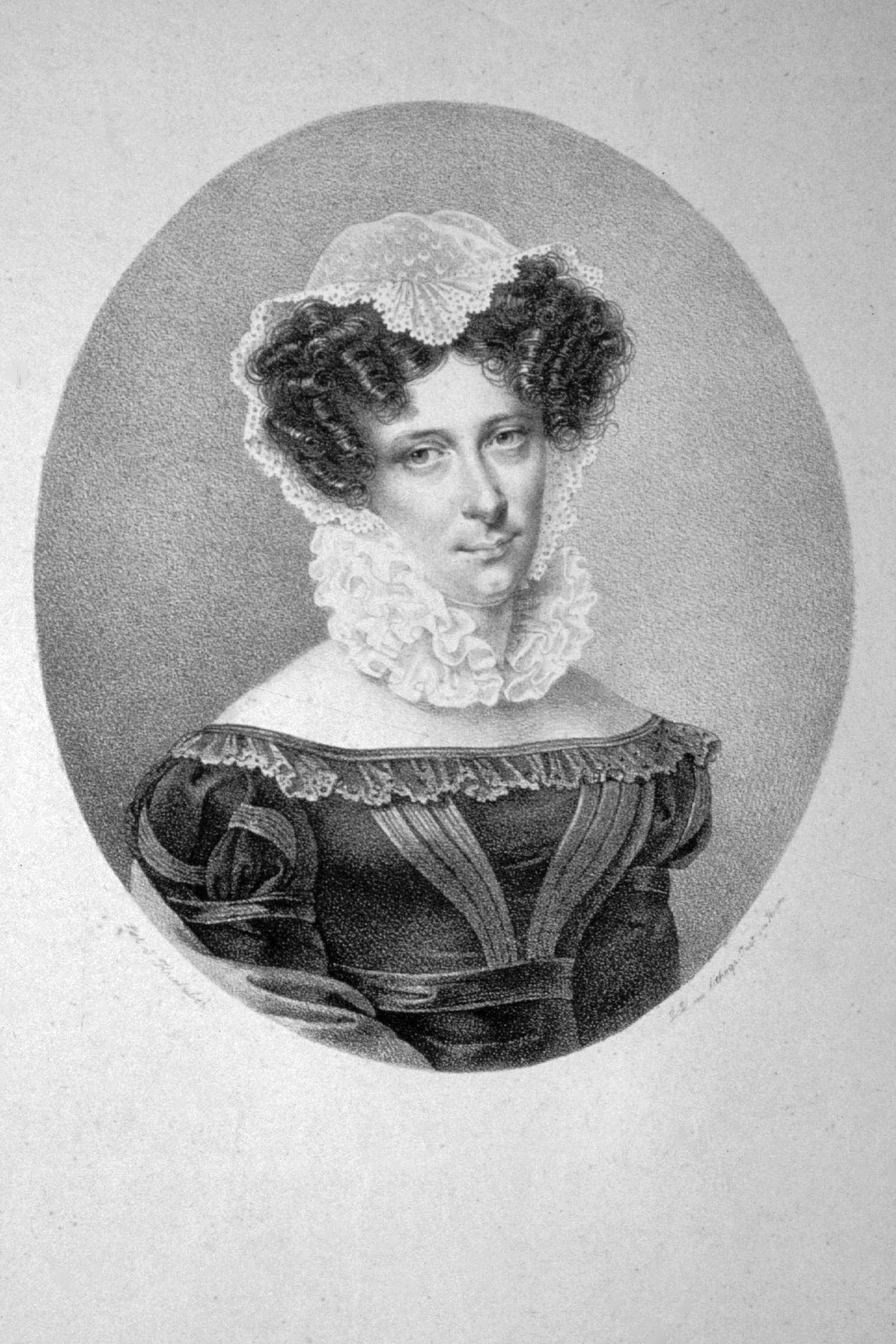
Manželka Viktorie, rozená baronka de Poutet (1789–1877)

V roce 1813 byl jmenován polním podmaršálem, v další fázi napoleonských válek se vyznamenal v bitvách u Drážďan a Lipska (1813), v tažení roku 1814 pronikl do rodné Francie. Téhož roku byl vyznamenán Řádem Marie Terezie a Vojenským záslužným křížem, získal také ruský Řád sv. Anny. V tažení roku 1815 velel v Itálii a poté znovu bojoval ve Francii. Po skončení napoleonských válek a restauraci Bourbonů byl Ludvíkem XVIII. několikrát vyzván k návratu do Francie s příslibem navrácení rodových statků a finanční kompenzace, Folliot to ale odmítal s argumentem, že po popravě Ludvíka XVI. se stal Rakušanem. Nějakou dobu žil v soukromí v Šoproni, pak byl ale povolán do Vídně k reorganizaci rakouského námořnictva. V roce 1823 byl jmenován c. k. tajným radou a v letech 1823–1831 byl nejvyšším hofmistrem arcivévody Rainera, který byl v té době místokrálem v Lombardsko-benátském království. V roce 1831 získal hodnost generála jezdectva a poslední léta života strávil ve Vídni v čestné funkci kapitána císařské tělesné gardy. V závěru kariéry obdržel také několik dalších vyznamenání od zahraničních panovníků, získal například ruský Řád sv. Alexandra Něvského (1833), Záslužný řád bavorské koruny, velkokříž sardinského Řádu sv. Mořice a Lazara a velkokříž parmského Konstantinova řádu sv. Jiří

## Rodina
V roce 1810 se oženil se svou neteří Viktorií baronkou de Poutet (1789–1877), která byla později c. k. palácovou dámou a dámou Řádu hvězdového kříže. Na základě tohoto sňatku rodina užívala později jméno Folliot de Crenneville-Poutet. Z jejich manželství pocházely čtyři děti. Všichni tři synové se přiženili do starých českých šlechtických rodin, dva ze synů dosáhli vysokých hodností v armádě.
- 1. Karel (1811–1873), c. k. komoří, major, I. ∞ 1844 Karolína hraběnka Esterházyová z Galánty (1811–1851), II. ∞ 1853 Anna hraběnka Lažanská z Bukové (1821–1896), dáma Řádu hvězdového kříže

- 2. Ludvík (1813–1876), c. k. generál jezdectva, tajný rada, komoří, guvernér v Sedmihradsku, ∞ 1852 Ernestina hraběnka Kinská z Vchynic a Tetova (1827–1917), c. k. palácová dáma, dáma Řádu hvězdového kříže

- 3. František (1815–1888), c. k. polní zbrojmistr, generální pobočník císaře Františka Josefa, císařský nejvyšší komoří, ∞ 1844 Hermína hraběnka Chotková z Chotkova a Vojnína (1815–1882), c. k. palácová dáma, dáma Řádu hvězdového kříže

- 4. Viktorie Eugenie (1816–1900), c. k. palácová dáma, dáma Řádu hvězdového kříže, I. ∞ 1840 János Nepomuk hrabě Keglević z Bužimi (1786–1856), c. k. tajný rada, komoří, župan tekovské župy, mecenáš umění, majitel panství Topoľčianky, Veľké Uherce, Stropkov, II. ∞ 1857 Julius hrabě von Falkenhayn (1829–1900), c. k. tajný rada, komoří, rakouský ministr zemědělství 1879–1895, zemský hejtman v Horním Rakousku,

Ludwigova mladší sestra Marie Viktorie (1766-1845) se ještě ve Francii provdala za barona Françoise Charlese de Poutet (1743–1790). Poté s rodinou emigrovala do Rakouska a v roce 1799 se stala druhou manželkou státního ministra hraběte Františka Karla z Colloreda (1736–1806) a díky tomuto sňatku Folliotové již koncem 18. století pronikli do rakouských aristokratických kruhů. Marie Viktorie se stala guvernantkou arcivévodkyně Marie Luisy, pozdější francouzské císařovny. Nakonec se potřetí v roce 1816 provdala za knížete Charlese de Lambesc (1751-1825), posledního potomka rodu lotrinských vévodů, který sloužil v rakouské armádě. Rozvedli se již v roce 1817. Z prvního manželství měla Marie Viktorie výše uvedenou dceru Viktorii (1789–1877) provdanou za strýce Ludwiga Karla Folliota. Z druhého manželství pocházel syn František de Paula Colloredo (1799–1859), rakouský diplomat, velvyslanec v Londýně a Římě.